# Бирза (комуна)
Бирза (рум. Bârza) — комуна у повіті Олт в Румунії. До складу комуни входять такі села (дані про населення за 2002 рік):
- Бирза (1114 осіб) — адміністративний центр комуни
- Бранец (1601 особа)

Комуна розташована на відстані 155 км на захід від Бухареста, 21 км на південний захід від Слатіни, 26 км на схід від Крайови.

## Населення
За даними перепису населення 2002 року у комуні проживали 2715 осіб.
Національний склад населення комуни:
| Національність | Кількість осіб | Відсоток |
| -------------- | -------------- | -------- |
| румуни         | 2645           | 97,4%    |
| цигани         | 70             | 2,6%     |

Рідною мовою назвали:
| Мова      | Кількість осіб | Відсоток |
| --------- | -------------- | -------- |
| румунська | 2645           | 97,4%    |
| циганська | 70             | 2,6%     |

Склад населення комуни за віросповіданням:
| Релігія       | Кількість осіб | Відсоток |
| ------------- | -------------- | -------- |
| православні   | 2705           | 99,6%    |
| адвентисти    | 5              | 0,2%     |
| п'ятдесятники | 4              | 0,1%     |
| римо-католики | 1              | < 0,1%   |